# Indische Cricket-Nationalmannschaft in England in der Saison 2011
Die Tour der indischen Cricket-Nationalmannschaft nach England in der Saison 2011 fand vom 21. Juli bis zum 16. September 2011 statt. Die internationale Cricket-Tour war Bestandteil der Internationalen Cricket-Saison 2011 und umfasste vier Tests, fünf ODIs und ein Twenty20. England gewann die Test-Serie 4–0, die ODI-Serie 3–0 und die Twenty20-Serie 1–0.

## Vorgeschichte
England spielte zuvor eine Tour gegen Sri Lanka, Indien in den West Indies. Das letzte Aufeinandertreffen der beiden Mannschaften bei einer Tour fand in der Saison 2008/09 in Indien statt.

## Stadien
Die folgenden Stadien wurden für die Tour als Austragungsort vorgesehen und am 26. August 2010 festgelegt.
| Stadion                     | Stadt             | Kapazität | Spiele          |
| --------------------------- | ----------------- | --------- | --------------- |
| Edgbaston Cricket Ground    | Birmingham        | 24.803    | 3. Test         |
| Sophia Gardens              | Cardiff           | 15.643    | 5. ODI          |
| Emirates Durham             | Chester-le-Street | 17.000    | 2. ODI          |
| Trent Bridge                | Nottingham        | 15.350    | 2. Test         |
| The Oval                    | London            | 23.500    | 4. Test; 3. ODI |
| Lord’s Cricket Ground       | London            | 30.000    | 1. Test; 4. ODI |
| Old Trafford Cricket Ground | Manchester        | 19.000    | 1. ODI; 1. T20  |

## Kaderlisten
Indien benannte seinen Test-Kader am 2. Juli und seinen Limited-Overs-Kader am 6. August 2011.
England benannte seinen Test-Kader am 17. Juli 2011.
| Test | Test | ODI | ODI | Twenty20 | Twenty20 |
| England | Indien | England | Indien | England | Indien |
| --- | --- | --- | --- | --- | --- |
| - Andrew Strauss (K) - Alastair Cook (VK) - James Anderson - Ian Bell - Ravi Bopara - Tim Bresnan - Stuart Broad - Steven Finn - Eoin Morgan - Graham Onions - Kevin Pietersen - Matt Prior (wk) - Graeme Swann - Chris Tremlett - Jonathan Trott | - MS Dhoni (K & wk) - Gautam Gambhir (VK) - Rahul Dravid - Harbhajan Singh - Zaheer Khan - Virat Kohli - Praveen Kumar - VVS Laxman - Amit Mishra - Abhinav Mukund - Pragyan Ojha - Munaf Patel - Suresh Raina - Wriddhiman Saha (wk) - Virender Sehwag - Ishant Sharma - RP Singh - Sreesanth - Sachin Tendulkar - Yuvraj Singh | - Alastair Cook (K) - Stuart Broad (VK) - James Anderson - Ian Bell - Ravi Bopara - Tim Bresnan - Jade Dernbach - Steven Finn - Craig Kieswetter (wk) - Eoin Morgan - Samit Patel - Ben Stokes - Graeme Swann - Jonathan Trott | - MS Dhoni (K & wk) - Suresh Raina (VK) - Varun Aaron - Ravichandran Ashwin - Rahul Dravid - Ravindra Jadeja - Virat Kohli - Praveen Kumar - Amit Mishra - Munaf Patel - Parthiv Patel (wk) - Ajinkya Rahane - Rohit Sharma - RP Singh - Sachin Tendulkar - Vinay Kumar | - Stuart Broad (K) - Eoin Morgan (VK) - Ravi Bopara - Tim Bresnan - Jos Buttler - Jade Dernbach - Steven Finn - Alex Hales - Craig Kieswetter (wk) - Samit Patel - Kevin Pietersen - Ben Stokes - Graeme Swann | - MS Dhoni (K & wk) - Suresh Raina (VK) - Varun Aaron - Ravichandran Ashwin - Rahul Dravid - Gautam Gambhir - Virat Kohli - Praveen Kumar - Amit Mishra - Munaf Patel - Parthiv Patel (wk) - Ajinkya Rahane - Rohit Sharma - RP Singh - Sachin Tendulkar - Vinay Kumar |

## Tour Matches
| 15. – 17. Juli Scorecard | Taunton | Somerset 425-3d (96) & 260-2d (41) | – | Indians 224 (52.4) & 69-0 (16.4) |
|                          |         | Remis                              |   |                                  |

| 5. – 6. August Scorecard | Northampton | Indians 352 (95.3) | – | Northamptonshire 355 (83.2) |
|                          |             | Remis              |   |                             |

| 25. August Scorecard | Hove | Sussex Sharks 236 (45/45)     | – | Indians 238-4 (40.2/45) |
|                      |      | Indians gewinnt mit 6 Wickets |   |                         |

| 26. August Scorecard | Canterbury | Indians 164-6 (20)         | – | Kent Spitfires 159-5 (20) |
|                      |            | Indians gewinnt mit 5 Runs |   |                           |

| 29. August Scorecard | Leicester | Indians 161-5 (20)          | – | Leicestershire Foxes 146-7 (20) |
|                      |           | Indians gewinnt mit 15 Runs |   |                                 |

### ODI in Irland
| 25. August Scorecard | Dublin | England 201-8 (42/42)                    | – | Irland 117-8 (23/23) |
|                      |        | England gewinnt mit 11 Runs (D/L method) |   |                      |

## Tests

### Erster Test in London
| 21. – 25. Juli Scorecard | London (Lord’s) | England 474-8d (131.4) & 269-6d (71) | – | Indien 286 (95.5) & 261 (96.3) |
|                          |                 | England gewinnt mit 196 Runs         |   |                                |

Dieser Test war der 100. Test zwischen Indien und England.

### Zweiter Test in Nottingham
| 29. Juli – 2. August Scorecard | Nottingham | England 221 (68.4) & 544 (120.2) | – | Indien 288 (91.1) & 158 (47.4) |
|                                |            | England gewinnt mit 319 Runs     |   |                                |

Der indische Bowler Praveen Kumar wurde auf Grund von diskutieren mit dem Schiedsrichter mit einer Geldstrafe belegt. Nachdem Ian Bell auf Grund eines umstrittenen Run Outs sein Wicket verloren hatte, wurde der Appeal der indischen Mannschaft in der direkt anschließenden Tee-Pause vom Kapitän Mahendra Singh Dhoni zurückgenommen. Dafür wurde er vom Weltverband ICC im Jahr 2020 mit dem "ICC Spirit of Cricket Award" ausgezeichnet.

### Dritter Test in Birmingham
| 10. – 14. August Scorecard | Birmingham | Indien 224 (62.2) & 244 (55.3)                 | – | England 710-7d (188.1) |
|                            |            | England gewinnt mit einem Innings und 242 Runs |   |                        |

Der dritte Test fand während laufender Unruhen in Birmingham statt, was zu erhöhten Sicherheitsmaßnahmen führte. Mit dem Sieg übernahm England von Indien die Führung in der Test-Weltrangliste.

### Vierter Test in London
| 18. – 22. August Scorecard | London (The Oval) | England 591-6d (153) & 283 (91)              | – | Indien 300 (94) |
|                            |                   | England gewinnt mit einem Innings und 8 Runs |   |                 |

## Twenty20 Internationals

### Erstes Twenty20 in Manchester
| 31. August Scorecard | Manchester | Indien 165 (19.4)             | – | England 169-4 (19.3) |
|                      |            | England gewinnt mit 6 Wickets |   |                      |

## One-Day Internationals

### Erstes ODI in Chester-le-Street
| 3. September Scorecard | Chester-le-Street | Indien 274-7 (50) | – | England 27-2 (7.2) |
|                        |                   | No Result         |   |                    |

### Zweites ODI in Southampton
| 6. September Scorecard | Southampton | Indien 187-8 (23/23)          | – | England 188-3 (22.1/23) |
|                        |             | England gewinnt mit 7 Wickets |   |                         |

### Drittes ODI in London
| 9. September Scorecard | London (The Oval) | Indien 234-7 (50)                          | – | England 218-7 (41.5/43) |
|                        |                   | England gewinnt mit 3 Wickets (D/L method) |   |                         |

### Viertes ODI in London
| 11. September Scorecard | London (Lord’s) | Indien 280-5 (50)          | – | England 270-8 (48.5/48.5) |
|                         |                 | Unentschieden (D/L method) |   |                           |

### Fünftes ODI in Cardiff
| 16. September Scorecard | Cardiff | Indien 304-6 (50)                          | – | England 241-4 (32.2/34) |
|                         |         | England gewinnt mit 6 Wickets (D/L method) |   |                         |

## Statistiken
Die folgenden Cricketstatistiken wurden bei dieser Tour erzielt.

### Tests
| Tests            | Tests      | Tests   | Tests   | Tests   | Tests   | Tests   | Tests   | Tests   |
| Batting          | Batting    | Batting | Batting | Batting | Batting | Batting | Batting | Batting |
| Spieler          | Mannschaft | Spiele  | Innings | Runs    | Average | HS      | 100s    | 50s     |
| ---------------- | ---------- | ------- | ------- | ------- | ------- | ------- | ------- | ------- |
| Kevin Pietersen  | England    | 4       | 6       | 533     | 106,60  | 202*    | 2       | 2       |
| Ian Bell         | England    | 4       | 6       | 504     | 84,00   | 235     | 2       | 0       |
| Rahul Dravid     | Indien     | 4       | 8       | 461     | 76,83   | 146*    | 3       | 0       |
| Alastair Cook    | England    | 4       | 6       | 348     | 58,00   | 294     | 1       | 0       |
| Sachin Tendulkar | Indien     | 4       | 8       | 273     | 34,12   | 91      | 0       | 2       |
| Bowling          |            |         |         |         |         |         |         |         |
| Spieler          | Mannschaft | Spiele  | Overs   | Wickets | Average | BBI     | 5W      | 10W     |
| Stuart Broad     | England    | 4       | 151.2   | 25      | 13,84   | 6/46    | 1       | 0       |
| James Anderson   | England    | 4       | 167.1   | 21      | 25,71   | 5/65    | 1       | 0       |
| Tim Bresnan      | England    | 3       | 91.3    | 16      | 16,31   | 5/48    | 1       | 0       |
| Praveen Kumar    | Indien     | 3       | 158.3   | 15      | 29,53   | 5/106   | 1       | 0       |
| Graeme Swann     | England    | 4       | 142     | 13      | 40,69   | 6/106   | 1       | 0       |

### One-Day Internationals
| ODIs                | ODIs       | ODIs    | ODIs    | ODIs    | ODIs    | ODIs    | ODIs    | ODIs    |
| Batting             | Batting    | Batting | Batting | Batting | Batting | Batting | Batting | Batting |
| Spieler             | Mannschaft | Spiele  | Innings | Runs    | Average | HS      | 100s    | 50s     |
| ------------------- | ---------- | ------- | ------- | ------- | ------- | ------- | ------- | ------- |
| MS Dhoni            | Indien     | 5       | 5       | 236     | 78,66   | 78*     | 0       | 3       |
| Suresh Raina        | Indien     | 5       | 5       | 198     | 39,60   | 84      | 0       | 1       |
| Ravi Bopara         | England    | 4       | 4       | 197     | 65,66   | 96      | 0       | 1       |
| Virat Kohli         | Indien     | 5       | 5       | 194     | 38,80   | 107     | 1       | 1       |
| Parthiv Patel       | Indien     | 5       | 5       | 172     | 34,40   | 95      | 0       | 1       |
| Bowling             |            |         |         |         |         |         |         |         |
| Spieler             | Mannschaft | Spiele  | Overs   | Wickets | Average | BBI     | 5W      | 10W     |
| Graeme Swann        | England    | 4       | 33      | 8       | 18,37   | 3/33    | 0       | 0       |
| Ravichandran Ashwin | Indien     | 5       | 28      | 6       | 25,16   | 3/40    | 0       | 0       |
| Tim Bresnan         | England    | 5       | 43      | 6       | 40,33   | 3/43    | 0       | 0       |
| James Anderson      | England    | 4       | 31      | 5       | 31,40   | 3/48    | 0       | 0       |
| Stuart Broad        | England    | 4       | 31.2    | 5       | 36,00   | 2/52    | 0       | 0       |

### Twenty20s
| Twenty20        | Twenty20   | Twenty20 | Twenty20 | Twenty20 | Twenty20 | Twenty20 | Twenty20 | Twenty20 |
| Batting         | Batting    | Batting  | Batting  | Batting  | Batting  | Batting  | Batting  | Batting  |
| Spieler         | Mannschaft | Spiele   | Innings  | Runs     | Average  | HS       | 100s     | 50s      |
| --------------- | ---------- | -------- | -------- | -------- | -------- | -------- | -------- | -------- |
| Ajinkya Rahane  | Indien     | 1        | 1        | 61       | 61,00    | 61       | 0        | 1        |
| Eoin Morgan     | England    | 1        | 1        | 49       | 49,00    | 49       | 0        | 0        |
| Kevin Pietersen | England    | 1        | 1        | 33       | 33,00    | 33       | 0        | 0        |
| Suresh Raina    | Indien     | 1        | 1        | 33       | 33,00    | 33       | 0        | 0        |
| Ravi Bopara     | England    | 1        | 1        | 31       |          | 31*      | 0        | 0        |
| Rahul Dravid    | Indien     | 1        | 1        | 31       | 31,00    | 31       | 0        | 0        |
| Bowling         |            |          |          |          |          |          |          |          |
| Spieler         | Mannschaft | Spiele   | Overs    | Wickets  | Average  | BBI      | 5W       | 10W      |
| Jade Dernbach   | England    | 1        | 3.4      | 4        | 5,50     | 4/22     | 0        | 0        |
| Munaf Patel     | Indien     | 1        | 4        | 2        | 12,50    | 2/25     | 0        | 0        |
| Stuart Broad    | England    | 1        | 4        | 2        | 18,50    | 2/37     | 0        | 0        |
| Ravi Bopara     | England    | 1        | 1        | 1        | 4,00     | 1/4      | 0        | 0        |
| Virat Kohli     | Indien     | 1        | 3        | 1        | 22,00    | 1/22     | 0        | 0        |
| Praveen Kumar   | Indien     | 1        | 4        | 1        | 27,00    | 1/27     | 0        | 0        |
| Graeme Swann    | England    | 1        | 4        | 1        | 28,00    | 1/28     | 0        | 0        |
| Tim Bresnan     | England    | 1        | 4        | 1        | 33,00    | 1/33     | 0        | 0        |

## Auszeichnungen

### Player of the Series
Als Player of the Series wurden die folgenden Spieler ausgezeichnet.
| Serie | Player of the Series      |
| ----- | ------------------------- |
| Test  | Stuart Broad Rahul Dravid |
| ODI   | MS Dhoni                  |

### Player of the Match
Als Player of the Match wurden die folgenden Spieler ausgezeichnet.
| Spiel   | Player of the Match      |
| ------- | ------------------------ |
| 1. Test | Kevin Pietersen          |
| 2. Test | Stuart Broad             |
| 3. Test | Alastair Cook            |
| 4. Test | Ian Bell                 |
| 2. ODI  | Alastair Cook            |
| 3. ODI  | Ravindra Jadeja          |
| 4. ODI  | Ravi Bopara Suresh Raina |
| 5. ODI  | Jonny Bairstow           |
| 1. T20  | Jade Dernbach            |